# Deutscher Musical Theater Preis 2020/21

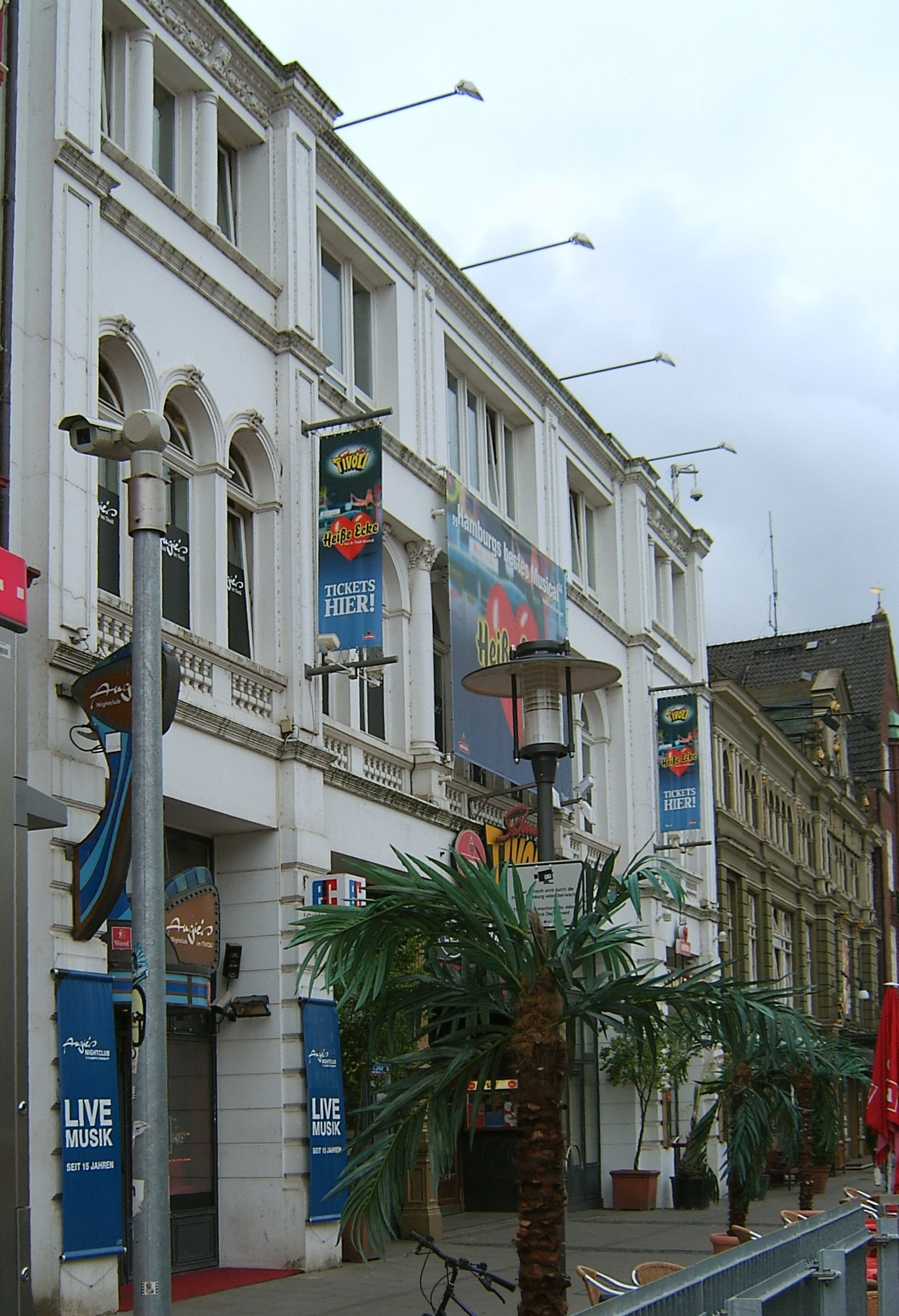
Schmidts Tivoli in Hamburg

Der Deutsche Musical Theater Preis 2020/21 wurde während einer Gala am 4. Oktober 2021 in Schmidts Tivoli in Hamburg vergeben. 

## Nominierte und Gewinner
Der Preis wurde in 14 Kategorien verliehen. Zudem gab es einen Sonderpreis der Jury und einen Ehrenpreis für Anna Vaughan. Bedingt durch die Coronavirus-Pandemie umfasst der Preis die Spielzeiten 2019/2020 und 2020/2021.
Bestes Musical
- The Wave (Die Welle) (Landestheater Linz)
- Eine Stimme für Deutschland (Neuköllner Oper, Berlin)
- Wüstenblume (Theater St. Gallen)

Bestes Revival
- Baby Talk (Theater Bielefeld)
- Der Name der Rose (Luisenburg-Festspiele, Wunsiedel)
- Wenn Rosenblätter fallen (KATiELLi Theater, Datteln)

Beste Komposition
- Or Matias für The Wave (Die Welle) (Landestheater Linz)
- Jürgen Tauber und Oliver Ostermann für Die Schattenkaiserin (Tiroler Landestheater Innsbruck)
- Uwe Fahrenkrog-Petersen für Wüstenblume (Theater St. Gallen)

Bestes Buch
- Or Matias für The Wave (Die Welle) (Landestheater Linz)
- Kathi Damerow für Der Teufel mit den drei goldenen Haaren (Westand Musical, Braunschweig)
- Peter Lund für Eine Stimme für Deutschland (Neuköllner Oper, Berlin)

Beste Liedtexte
- Frank Ramond für Goethe! (Bad Hersfelder Festspiele)
- Franziska Kuropka für Der Teufel mit den drei goldenen Haaren (Westand Musical, Braunschweig)
- Peter Lund für Eine Stimme für Deutschland (Neuköllner Oper, Berlin)

Bestes Musikalisches Arrangement
- Koen Schoots für Wüstenblume (Theater St. Gallen)
- Thilo Wolf und Christoph Müller für Swing Street (Stadttheater Fürth)
- Or Matias für The Wave (Die Welle) (Landestheater Linz)

Beste Regie
- Christoph Drewitz für The Wave (Die Welle) (Landestheater Linz)
- Gil Mehmert für Goethe! (Bad Hersfelder Festspiele)
- Gil Mehmert für Wüstenblume (Theater St. Gallen)

Beste Choreografie
- Kim Duddy für Goethe! (Bad Hersfelder Festspiele)
- Hannah Moana Paul für The Wave (Die Welle) (Landestheater Linz)
- Jonathan Huor für Wüstenblume (Theater St. Gallen)

Bestes Bühnenbild
- Michael D. Zimmermann für Die Schattenkaiserin (Tiroler Landestheater Innsbruck)
- Veronika Tupy für The Wave (Die Welle) (Landestheater Linz)
- Frauke Bischinger und Bernd E. Gengelbach für Till Ulenspiegel – Eine Liebe für Flandern (Uckermärkische Bühnen Schwedt)

Beste Darstellerin in einer Hauptrolle
- Karolin Konert für Swing Street (Stadttheater Fürth)
- Hanna Kastner für The Wave (Die Welle) (Landestheater Linz)
- Naomi Simmonds für Wüstenblume (Theater St. Gallen)

Bester Darsteller in einer Hauptrolle
- Lukas Sandmann für The Wave (Die Welle) (Landestheater Linz)
- Philipp Büttner für Goethe! (Bad Hersfelder Festspiele)
- Christof Messner für Goethe! (Bad Hersfelder Festspiele)

Beste Darstellerin in einer Nebenrolle
- Vera Bolten für Himmel und Kölle (apiro entertainment, Köln)
- Mascha Volmershausen für Eine Stimme für Deutschland (Neuköllner Oper, Berlin)
- Celina dos Santos für The Wave (Die Welle) (Landestheater Linz)

Bester Darsteller in einer Nebenrolle
- Mark Weigel für Himmel und Kölle (apiro entertainment, Köln)
- Mischa Mang für Goethe! (Bad Hersfelder Festspiele)
- Malcolm Henry für The Wave (Die Welle) (Landestheater Linz)

Bestes Kostüm- / Maskenbild
- Claudio Pohle, Ute Mai und Stephanie Hanf für Goethe! (Bad Hersfelder Festspiele)
- Kathrin Baumberger und Marc Hollenstein für Der Löwe, der nicht schreiben konnte (Bernhard Theater, Zürich)
- Michael D. Zimmermann und Rudolf Sieb für Die Schattenkaiserin (Tiroler Landestheater Innsbruck)

Sonderpreis für das beste Ensemble
- Himmel und Kölle (apiro entertainment, Köln)

Ehrenpreis
- Anna Vaughan